# Terany (district de Krupina)
Terany (allemand : Terin,  hongrois : Terény) est un village de Slovaquie situé dans la région de Banská Bystrica.

## Histoire
La première mention écrite du village date de 1298.

## Démographie

### Évolution de la population
| Année:               | 1994. | 2004.   | 2014.    | 2024.   |
| -------------------- | ----- | ------- | -------- | ------- |
| Nombre de personnes: | 713   | 727     | 639      | 588     |
| Différence:          |       | +1,96 % | -12,10 % | -7,98 % |

| Année:               | 2023. | 2024. |
| -------------------- | ----- | ----- |
| Nombre de personnes: | 588   | 588   |
| Différence:          |       | +0 %  |